# Bruchus calcaratus
Bruchus calcaratus is een keversoort uit de familie bladkevers (Chrysomelidae). De wetenschappelijke naam van de soort werd in 1867 gepubliceerd door Thomas Vernon Wollaston.